# 12 Comae Berenices
12 Comae Berenices (12 Com / HIP 60351 / HD 107700 / HR 4707) es una estrella ubicada en la constelación de Coma Berenices de magnitud aparente +4,78.
12 Comae Berenices es una estrella blanca de la secuencia principal de tipo espectral H76. Se encuentra a 273 años luz de distancia, y es el componente principal de un sistema múltiple de estrellas. La edad de la estrella se estima que es de 500 millones de años, pero ciertamente no es mayor de 1,5 billones de años. La abundancia de hierro de 12 Comae Berenices es 0,23 (169,8% del Sol). Se está moviendo a través de la Galaxia a una velocidad de 6,8 km/s respecto al Sol.
12 Comae Berenices es 74 veces más luminosa que el Sol y posee una temperatura superficial de 6.500 K.